# Образование в Туркменистане
Министерство образования Туркменистана отвечает за образование в Туркменистане на всех уровнях. В Туркменистане создана широкая сеть образовательных учреждений, обеспечивающая необходимые условия для получения начального, среднего и специального образования. В их число входят детские дошкольные учреждения, школы, высшие учебные заведения, профессиональные лицеи, школы-интернаты для детей инвалидов, содержание которых осуществляется за счет средств государства. Сегодня в Туркменистане созданы все условия для того, чтобы дети и молодежь могли получать образование на уровне международных стандартов, что необходимо для наращивания интеллектуального потенциала нации, формирования современной кадровой базы и обеспечения народного хозяйства страны квалифицированными специалистами.

## Итоги реформирования
Согласно Указу главы государства «О совершенствовании системы образования в Туркменистане», начиная с 2013-2014 учебного года, Туркменистан переходит на двенадцатилетнее среднее образование в общеобразовательных школах. Реформирование туркменской системы образования затрагивает все сферы научно-обучающего процесса, а, также, модернизацию учебно-образовательной инфраструктуры. Так, к примеру, возводятся новые учебные корпуса практически для всех ведущих вузов Туркменистана. Во всех регионах страны, в том числе в самых удаленных уголках, ведётся строительство современных объектов сферы образования и дошкольных учреждений, причём все новые учебные заведения, в обязательном порядке, оснащены современным компьютерным оборудованием. Все это, несомненно, позволяет подрастающему поколению получать образование мирового уровня, обогащать свой внутренний мир, расширять кругозор, знакомиться с достижениями науки, что, безусловно, способствует пробуждению у молодых интереса к науке.

## Система образования

### Дошкольное образование
Дошкольное образование в Туркменистане активно поддерживается государством, особенно финансово. Оно осуществляется на базе специализированных дошкольных заведений. Однако, самую большую роль в воспитании гармонично развитой личности, государство отводит семье. Государство содействует воспитанию и образованию детей, организует работу по изучению ими туркменского, английского и русского языков в учреждениях дошкольного образования, предоставляя этим учреждениям финансовую помощь.

### Среднее образование
Среднее образование в Туркменистане поверглось серьёзным реформам в последние годы. Вплоть до 1993 года оно было идентичным системам образования других бывших республик СССР и сохраняло в целом традиции советского среднего образования. Но президент Туркменистана, Сапармурат Ниязов, специальным постановлением «О вопросах предоставления общего среднего образования в Туркменистане» утвердил Концепцию перехода на двенадцатилетнее общее среднее образование. В ее рамках предписано подготовить соответствующие учебные планы и программы, учебники и учебные пособия. На сегодняшний день, среднее образование в Туркменистане производится в три этапа в течение десяти лет. Первый такой этап включает в себя обучение в 1-3 классах школы и соответствует начальному образованию. Второй этап уже является первым циклом получения среднего образования. А второй цикл уже охватывает старшие классы – 9 и 10.
В 2007 году в средних школах учился 1 миллион детей, и около 100 000 учащихся начали обучение в 1 классе. В 2010/2011 учебном году в общеобразовательных учреждениях обучалось 931 272 ученика: 373 160 в городах и 558 112 в сельских районах. В общей сложности насчитывалось 1 730 школ - 1 232 в сельской местности и 498 в городских районах (Государственный комитет статистики). Было нанято около 69 437 учителей.
Но уже 2013/2014 учебном году общеобразовательные средние школы перешли на двенадцатилетнее образование. Обучение в средней школе начинается с шестилетнего возраста, начальное образование осуществляется с первого по четвертый классы, основное среднее образование заключается в периоде с 5 по 10 класс, а общее среднее образование получают учащиеся 11–12 классов, которым предоставлена, так же, возможность выбора обучения по интересующим их направлениям.

### Высшее образование
В Туркменистане 23 высших учебных заведения. 18 из них являются гражданскими, а 5 - военными высшими учебными заведениями.Все высшие учебные заведения Туркменистана находятся в государственном ведении. Они подразделяются на несколько основных видов:
- Университеты. Самыми известными университетами Туркменистана являются: Туркменский Государственный университет имени Магтымуглы(TDU), Международный Туркмено-Турецкий университет (HTTU), Туркменский государственный медицинский университет(TDLU), Туркменский государственный сельскохозяйственный университет (TDHU), носящий имя первого президента страны – Сапармурата Ниязова.
- Академии (например, Академия художеств Туркменистана).
- Институты. Самыми известными являются: Туркменский государственный архитектурно-строительный институт, Туркменский государственный энергетический институт, Туркменский национальный институт мировых языков имени Азади.
- Консерватории, представленные Туркменской национальной консерваторией.
- Высшие учебные заведения, находящиеся в ведомстве Министерства обороны Туркменистана, Министерства внутренних дел и Министерства национальной безопасности страны. Они включают в себя два специализированных военных ВУЗа – Военную академию имени Туркменбаши Сапармурада и Военный институт его же имени, а также Полицейскую академию и Институт пограничников.
- Филиалы. Также на территории Ашхабада функционирует филиал Российского Государственного Университета нефти и газа имени Губкина.

Согласно распоряжению президента, правительство рассматривает возможность открытия в Ашхабаде ВУЗа нового учебного заведения, обучение в котором будет вестись на английском языке.

### Послевузовское образование
Послевузовское образование в Туркменистане можно получить в Национальной Академии наук, восстановленной в 2007 году. Квота на получение послевузовского образования устанавливается президентом Туркменистана.
В 2013 году в аспирантуру было принято 55 выпускников национальных вузов, еще два бюджетных места были в докторантуре, 42 в клинической ординатуре, 241 место для соискателей ученой степени кандидата наук, 9 мест для ученой степени доктора наук.